# Englands fodboldlandshold
Englands fodboldlandshold er det nationale fodboldhold i England, og landsholdet bliver administreret af The Football Association. England blev medlem af FIFA i 1872 selv om det engelsk fodboldforbund først blev stiftet i 1919. Holdet har deltaget i 13 VM-slutspil, og nationalstadionet er Wembley Stadium i London.
Englands hidtil eneste titel blev vundet ved VM i 1966 på hjemmebane, hvor man i finalen besejrede Vesttyskland med 4-2. Ved EM i 1968, VM i 1990 og EM i 1996 nåede man semifinalerne.

## Truppen
Følgende trup var udtaget til VM-kvalifikations kampene mod Andorra og Ungarn den 9. og 12. oktober 2021:
Mål og kampe er opdateret per d. 12 oktober 2021, efter kampen imod Ungarn.